# Hostinec U Brabců
Hostinec U Brabců je zaniklý a znovu obnovený hostinec v Praze 9, který stál v centru Starého Proseka jižně od kostela svatého Václava mezi ulicemi Na Proseku, Na Vyhlídce a U Proseckého kostela.

## Historie
Původní středověká zájezdní hospoda byla roku 1901 přestavěna v novorenesančním slohu podle plánů stavitele Josefa Vaňhy pro starostu Proseka a majitele několika usedlostí Aloise Malého. V hostinci byl divadelní a taneční sál a roku 1939 byla do dvora přistavěna spolková místnost.

### Po roce 1948
V 70. letech 20. století proběhla adaptace stavby na autoservis.

### Po roce 1989

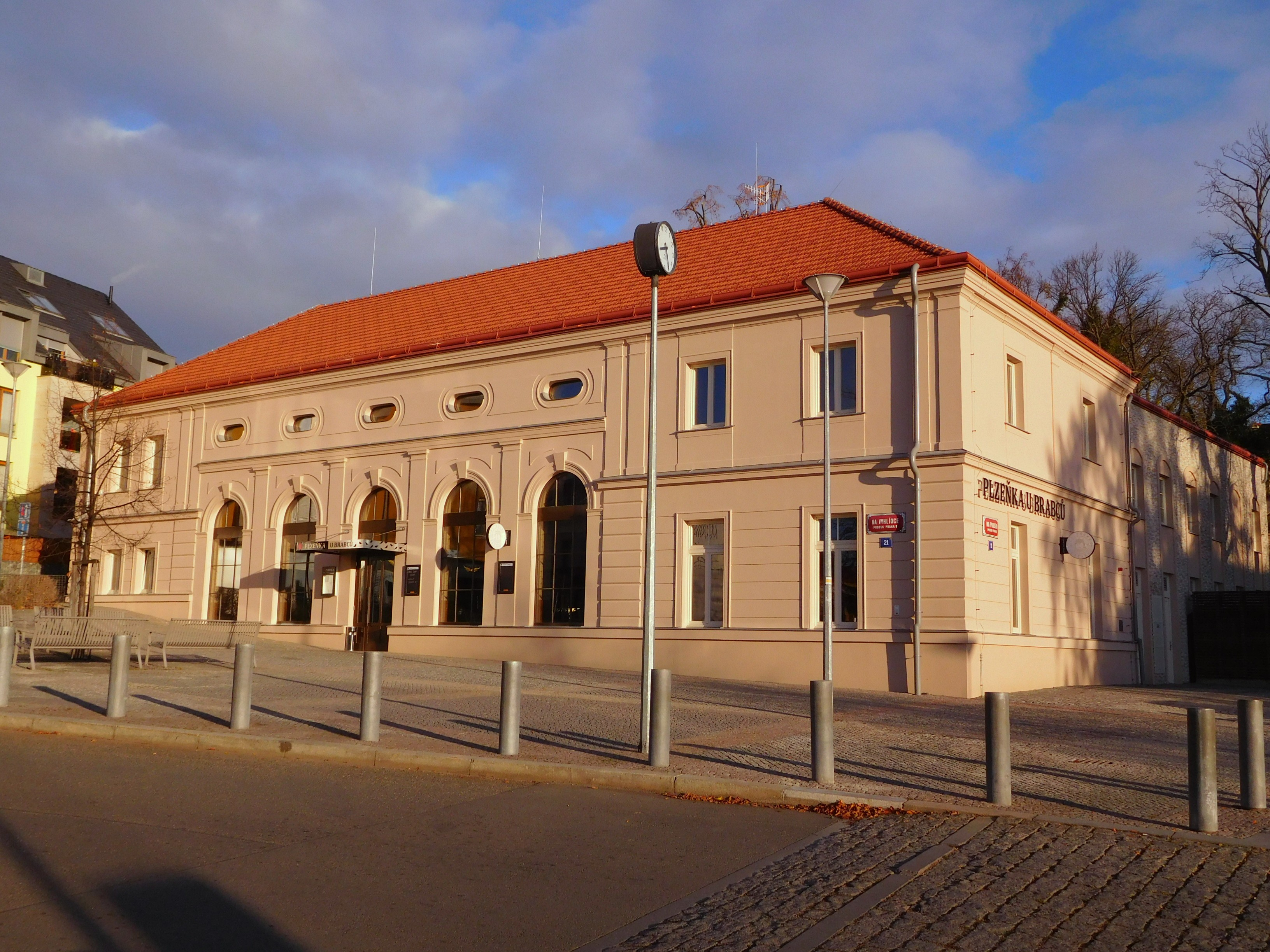
Hostinec U Brabců po rekonstrukci

Od roku 2012 se uvažovalo o zboření stavby a byl vydán demoliční výměr. Roku 2015 získala nemovitost developerská společnost se záměrem nahradit ji domem s bytovými jednotkami. Po petici za záchranu objektu vydané roku 2016 vyměnila radnice o rok později dům za městské pozemky a vypsala tendr na jeho opravu.
Začátkem prosince 2019 byl hostinec zbořen a ponechána pouze část jeho jižní zdi. V letech 2020-2021 proběhla rekonstrukce za cca 97 miliónů, která budově vrátila téměř původní podobu. Od září 2021 zde funguje restaurace "Plzeňka U Brabců", rovněž jsou zde pořádány kulturní akce.